# Distretto di Santiago de Pischa
Il distretto di Santiago de Pischa è uno dei quindici distretti della provincia di Huamanga, in Perù. Si trova nella regione di Ayacucho e si estende su una superficie di 114,94 chilometri quadrati.

Ha per capitale la città di San Pedro de Cachi e nel censimento del 2005 contava 1.643 abitanti.